# Carrocera
Carrocera – gmina w Hiszpanii, w prowincji León, w Kastylii i León, o powierzchni 65,98 km². W 2011 roku gmina liczyła 565 mieszkańców.